# Stina Lennartsson
Stina Olivia Lennartsson (* 4. April 1997) ist eine schwedische Fußballspielerin.

## Karriere

### Vereine
In ihrer Jugend war sie bei Bäckseda IF aktiv. Danach spielte sie im Erwachsenenbereich ab 2013 bei Landsbro IF, wonach sie sich dann zur Saison 2015 Växjö DFF anschloss und mit diesen später auch in die erste Liga aufstieg. Nach dem Abstieg nach der Saison 2021 verließ sie den Klub schließlich und schloss sich zur Spielzeit 2022 dem Linköpings FC an, wo sie auch bis heute aktiv ist.

### Nationalmannschaft
Bei der schwedischen U17 hatte sie im Jahr 2012 zwei Einsätze.
Im Dezember 2022 wurde sie dann erstmals für ein Trainingslager der A-Nationalmannschaft im kommenden Januar 2023 nominiert. Am 21. Februar des Jahres folgte für sie dann ihr A-Länderspieldebüt bei einem 0:0 gegen Deutschland.
Bei der Kader-Vorstellung für die WM 2023 am 13. Juni war sie nicht dabei, kam aber durch die Verletzung von Hanna Lundkvist in der Vorbereitung doch noch zum Zug und stieß so zum Team. Sie kam am 2. August 2023 zu ihrem WM-Debüt. Beim 2:0-Sieg über Argentinien im dritten Gruppenspiel in der Startelf stehend als einige Stammspielerinnen geschont wurden, spielte sie durch. Ohne weiteren Einsatz gewann sie durch einen 2:0-Sieg ihrer Mannschaft im Spiel um Platz 3 gegen Australien die Bronzemedaille.